# Аїр
Лепе́ха, аїр,  (Acorus) — єдиний рід трав'янистих рослин родини аїрові (Acoraceae), що є єдиною в ряді аїроцвіті (Acorales). У традиційній класифікації цей рід був поміщений у родині ароїдні (Araceae). Останні роботи з філогенетичної класифікації виділяють рід аїр у свою власну родину. Вид Acorus calamus росте на території України. Інша українська назва родини — лепехові.

## Систематика
Аїроцвіті (Acorales)
- Аїрові (Acoraceae)
  - Аїр (Acorus)
    - Acorus americanus
    - Аїр тростиновий (Acorus calamus)
    - Acorus gramineus